# Unlink Cherry
Unlink Cherry（アンリンク・チェリー）は、ジェンダーレス男子のぎんしゃむと、トランスジェンダー女性（元男性）のぷうたんによるかつての日本の2人組アイドルユニットである。スターレイプロダクション所属。
2020年2月12日に2人によるYouTubeチャンネルを開設して活動を開始した後、同年9月26日に前身のユニット名である「MM（メイメイ）」としてアイドルデビューを果たす。2022年7月前事務所PLAYYTE とのマネジメント契約終了。2023年4月27日には現在のユニット名に変更して継続していたが、2024年4月10日をもって解散となった。

## 概要
Unlink Cherryの由来は"Unlink"で鎖、"Cherry"で2人という意味を持っていて、性別などに縛られず2人で活動するという意味がある。
2019年冬、YouTuberだったぎんしゃむが、アイドル活動をしようとぷうたんを誘ってYouTube活動を始めたのがきっかけ。
2020年の夏頃に、プロデューサー（青木勇斗）を見つけアイドルデビューを果たす。
2020年10月18日、TSUTAYA O-EASTにてデビューイベント『ようこそMMへ ~欢迎来到MM〜』開催する。
2021年1月16日、初の定期公演『メイメイ行進中！！ vol.1』を開催。
2021年3月20日、ぷうたんの生誕祭『MM行進中!!Vol.3 〜ぷうたん生誕祭スペシャル〜』を開催。
2021年9月7日、デビューシングル「イロトリドリノヒビ」をリリース。
2021年、MM東名阪ツアー『メイメイ2年目もやったるで！』を大阪・名古屋・東京で開催
2022年10月24日、公式Xでジェンダーレス宣言をした。（ここから男の娘アイドルからジェンダーレスアイドルに）
2022年、ジェンダーレスファッション誌『Wawian』の表紙を飾る。
2022年７月末、PLAYYTE とのマネジメント契約終了
2023年4月27日に改名を発表（ここからUnlink Cherryに）。改名後のコンセプトは「戦士系ジェンダーレスアイドルユニット」。
2024年3月15日、公式YouTubeおよびXにて解散を発表。ラストライブは4月10日に開催された。

## 作品

### シングル
| # | 発売日         | タイトル                    | 収録曲                                                                           | 備考     |
| - | -------------- | --------------------------- | -------------------------------------------------------------------------------- | -------- |
| 1 | 2020年10月15日 | Make up magic               | 1. Make up magic 2. ねんねんころり 3. 革命は僕の手で 4. キミトカエゴト 5. 泣き虫 | 配信限定 |
| 2 | 2021年1月26日  | こどもでいたい              | 1. こどもでいたい                                                                | 配信限定 |
| 3 | 2021年3月4日   | Ring a be                   | 1. Ring a be                                                                     | 配信限定 |
| 4 | 2021年6月12日  | 君は嘘つき                  | 1. 君は嘘つき                                                                    | 配信限定 |
| 5 | 2022年6月12日  | 束縛らぶゆー                | 1. 束縛らぶゆー                                                                  | 配信限定 |
| 6 | 2022年9月7日   | イロトリドリノヒビ          | 1. イロトリドリノヒビ 2. nosy hero 3. イロトリドリノヒビ-inst 4. nosy hero-inst  | 配信 CD  |
| 7 | 2023年3月10日  | きゅんきゅん♡ひかるんハート | 1. きゅんきゅん♡ひかるんハート                                                   | 配信限定 |